# SN 1996be
SN 1996be – supernowa typu II odkryta 9 października 1996 roku w galaktyce A021202+0122. W momencie odkrycia miała maksymalną jasność 22,20m.